# 最後の星
「最後の星」(さいごのほし)は、日本のロックバンドACIDMANの26枚目のシングル。

## 概要
- 前作「世界が終わる夜」から約2年ぶりとなるシングル。
- バンド20周年第1弾シングルとしてのリリースとなる。
- 初回限定で特典として「W購入者特典応募チラシ（シングル用）」が封入されている[1]。

## 収録曲
1. 最後の星
2. Sore
3. アルフヘイム -instrumental-
カップリング曲としてインスト曲が収録されるのは15thシングル「式日」以来8年振りとなる。